# (4541) Mizuno
(4541) Mizuno – planetoida z pasa głównego asteroid okrążająca Słońce w ciągu 3 lat i 245 dni w średniej odległości 2,38 j.a. Została odkryta 1 listopada 1989 roku w Toyota przez Kenzō Suzuki i Toshimasę Furutę. Nazwa planetoidy pochodzi od Yoshikane Mizuno, japońskiego astronoma odkrywcy 52 asteroid. Przed jej nadaniem planetoida nosiła oznaczenie tymczasowe (4541) 1989 AF.